# Ken Chaney
Kenneth „Ken“ Chaney (* 21. Dezember 1938 in Edmonton, Kanada; † 19. Dezember 2012 in Chicago, Illinois) war ein US-amerikanischer Jazzpianist, Komponist und Musikpädagoge.

## Leben und Wirken
Chaney wuchs in Edmonton auf, leitete als Jugendlicher Tanzbands und zog zunächst nach Detroit, dann in den frühen 1960er Jahren nach Chicago. 1965 wirkte er bei den ersten Sessions des Association for the Advancement of Creative Musicians (AACM) mit und arbeitete 1967 mit Muhal Richard Abrams und Jodie Christian. In dieser Zeit begann er seine Tätigkeit als Musikpädagoge und unterrichtete Musiktheorie. Mit dem Soul-Jazz-Trio Young-Holt Unlimited um Red Holt nahm er den Titel Soulful Strut auf, eine Instrumentalversion des Songs Am I the Same Girl, die sich über eine Million Mal verkaufte und #3 der Billboard-Hot 100-Charts erreichte. Nach Auflösung von Young-Holt Unlimited Anfang der 1970er Jahre-gründete Chaney das Post-Hardbop-Sextett The Awakening, das im Stil von Art Blakeys Jazz Messengers spielte, ergänzt um das E-Piano und musikalischen Anleihen bei Woody Shaw und Pharoah Sanders. In der Band spielten u. a. Frank Gordon, Steve Galloway und Ari Brown. The Awakening spielte zwei Alben bei Black Jazz ein; 1972 erschien das Album Hear, Sense And Feel, gefolgt von Mirage (1973). Die Gruppe kam später (1998) noch einmal für das Chicago Jazz Festival zusammen.
In den folgenden Jahren leitete Chaney weitere Bands, zunächst ab 1973 seine Experience, mit der er international tourte und mehrere Alben einspielte. Die Gruppe wurde bei den Ninth Annula Reggae Awards zur besten Jazzband in Chicago gewählt; 1992 erhielt sie den ersten Preis bei der Hennesy Best of Chicago Jazz Search. Zudem arbeitete er im Jazz Links-Programm des Jazz Institute Chicago (JIC) und leitete monatliche Jamsessions im Chicago Cultural Center. Im Laufe seiner Karriere spielte Chaney u. a. mit John Klemmer (mit dem auch mehrere Alben entstanden), Milt Jackson, Eddie Harris, Slide Hampton und David Fathead Newman, ferner arbeitete er mit Chicagoer Musikern wie Dee Alexander, Kimberly Gordon, Steve Hashimoto. Er war ferner langjähriger künstlerischer Leiter der JIC-Konzertreihen Jazz City und Bebop Brass.